# Сакро-Куоре-ди-Джезу-агонидзанте-а-Витиния (титулярная церковь)
Титулярная церковь Сакро-Куоре-ди-Джезу-агонидзанте-а-Витиния (лат. Titulum Sacratissimi Cordis Iesu in agoniam facti) — титулярная церковь была создана Папой Павлом VI в 1969 году. Титул принадлежит приходской церкви Сакро-Куоре-ди-Джезу-агонидзанте-а-Витиния, расположенной во фракции Витинии, на виа Сант-Арканджело-ди-Романья.

## Список кардиналов-священников титулярной церкви Сакро-Куоре-ди-Джезу-агонидзанте-а-Витиния
- Хулио Росалес-и-Рас — (30 апреля 1969 — 2 июня 1983, до смерти);
  - вакансия (1983—1987);
- Марио Чаппи, O.P. — (22 июня 1987 — 23 апреля 1996, до смерти);
  - вакансия (1996—2003);
- Телесфор Пласидус Топпо — (21 октября 2003 — 4 октября 2023, до смерти);
- Жан-Поль Веско, O.P. — (7 декабря 2024 — по настоящее время).